# Karl Valentin
Karl Valentin (wł. Valentin Ludwik Fey) – bawarski komik, kabareciarz, aktor oraz producent filmowy. Występował w licznych filmach niemych w latach 20. XX w. Był nazywany Charlie Chaplinem z Niemiec.

## Życiorys
Valentin pochodził z zamożnej rodziny mieszczańskiej, jego ojciec pracował w firmie transportowej. Początkowo pracował jako pomocnik cieśli. W 1902 r. rozpoczął karierę komika, zapisując się na trzy miesiące w szkole rewiowej w Monachium, pod przewodnictwem Hermanna Strebela. Jego pierwsza praca była jako wykonawca w Zeughaus w Norymberdze. Gdy jego ojciec zmarł, Karl wziął trzyletnią przerwę w wykonywaniu swojego zawodu. Zmarł 9 lutego 1948 r.